# ジェイコム東上
株式会社ジェイコム東上（ジェイコムとうじょう）は、かつて埼玉県志木市に存在した、テレビ放送、インターネット、IP電話を業務し、ケーブルテレビ局を運営する、ジュピターテレコム（J:COM）連結子会社である。ブランド名は「J:COM 東上」。

## 沿革
- 1988年
  - 4月18日
    - 株式会社志木ケーブルメディアが設立。
- 1989年
  - 6月2日
    - 開局。
- 詳細年不明
  - 詳細月日不明
    - 株式会社東上ケーブルテレビに商号変更。
- 2004年
  - 11月26日
    - 株式会社メディアッティ・コミュニケーションズが株式取得。メディアッティグループになる。
- 2005年
  - 4月1日
    - 株式会社メディアッティ東上に商号変更。
    - 「メディアッティ東上」に呼称変更。
- 2008年
  - 12月25日
    - 株式会社ジュピターテレコムが、株式会社メディアッティ・コミュニケーションズを完全子会社化。
- 2009年
  - 4月1日
    - 株式会社ジュピターテレコムが、株式会社メディアッティ・コミュニケーションズを吸収合併。
    - 株式会社ジュピターテレコムが株式を引き継ぎ、同社の連結子会社となる。
    - 株式会社ジェイコム東上に商号変更。
    - 「J:COM 東上」に呼称変更。
- 2011年
  - 3月1日
    - 株式会社ジェイコムさいたまに吸収合併されて解散。

## サービスエリア
- 埼玉県
  - 志木市、朝霞市、富士見市、ふじみ野市、新座市
  - 入間郡
    - 三芳町

## かつての事業所
本社
- 埼玉県志木市館2丁目5番2号 鹿島ビル4階

## 業務内容
- J:COM TV

ケーブルテレビサービス。地上デジタル放送・BSデジタル放送も受信できる。
- J:COM NET

インターネット接続サービス。子会社のアットネットホームが運営している。
- J:COM PHONE

固定電話サービス。NTTに代わるIPプライマリ(0AB~J)電話。
- J:COM 緊急地震速報

気象業務支援センターの情報を元に専用端末にて計算され発報されるサービス。

### テレビ
| リモ コン キー ID | 放送局             | チャンネル | チャンネル | チャンネル | 備考           |  |
| リモ コン キー ID | 放送局             | デジタル   | デジタル   | アナ ログ  | 備考           |  |
| リモ コン キー ID | 放送局             | 三桁       | 物理       | アナ ログ  | 備考           |  |
| ----------------- | ------------------ | ---------- | ---------- | ---------- | -------------- |  |
| 1                 | NHK総合・東京      | 011        | UHF 27     | VHF 1      |                |  |
| 2                 | NHK教育・東京      | 021        | UHF 26     | VHF 3      |                |  |
| 3                 | テレ玉             | 031        | UHF 32     | VHF 11     |                |  |
| 3                 | tvk                | 031-1      | UHF ??     | UHF 14     |                |  |
| 4                 | 日本テレビ         | 041        | UHF 25     | VHF 4      |                |  |
| 5                 | テレビ朝日         | 051        | UHF 24     | VHF 10     |                |  |
| 6                 | TBSテレビ          | 061        | UHF 22     | VHF 6      |                |  |
| 7                 | テレビ東京         | 071        | UHF 23     | VHF 12     |                |  |
| 8                 | フジテレビジョン   | 081        | UHF 21     | VHF 8      |                |  |
| 9                 | TOKYO MX           | 091        | UHF ??     | UHF 16     |                |  |
| 11                | J:COMチャンネル    | 111        | UHF ??     | VHF 9      |                |  |
|                   | QVC                |            |            | VHF 2      | CSデジアナ変換 |  |
|                   | 放送大学テレビ     |            |            | VHF 5      |                |  |
|                   | ショップチャンネル |            |            | VHF 9      | CSデジアナ変換 |  |

### ラジオ
| MHz  | 放送局        | 備考 |
| ---- | ------------- | ---- |
| 76.1 | InterFM       |      |
| 77.1 | 放送大学FM    |      |
| 78.0 | bayfm         |      |
| 78.6 | FM-FUJI       |      |
| 80.0 | TOKYO FM      |      |
| 81.3 | J-WAVE        |      |
| 82.5 | NHK東京FM     |      |
| 83.5 | NACK5         |      |
| 84.1 | NHKさいたまFM |      |
| 84.7 | Fm yokohama   |      |

## 自主制作番組
コミュニティチャンネルである「J:COMチャンネル」で放送する自主制作番組。
放送中
- こちら情報局!
- 街角グルメいい店みつけた!
- ウチの子イチバン

終了

## かつての主要株主
株式会社ジュピターテレコム、株式会社東芝、川口信用金庫、清水建設株式会社、東京電力株式会社、志木市商工会、東京信用金庫、佐藤工業株式会社、鹿島建設株式会社、株式会社三井住友銀行、東上ガス株式会社、昭和電線ホールディングス株式会社、株式会社関電工、ワイス株式会社、株式会社千代田組、株式会社みやかわ、志木市、株式会社武蔵野銀行、株式会社埼玉りそな銀行、フジ電設株式会社、増島土地開発株式会社、株式会社ブロードネットマックス、株式会社テプコケーブルテレビ、株式会社NHKアイテック（2011年1月1日時点）